# Cutervodesmus similis
Cutervodesmus similis är en mångfotingart som beskrevs av Kraus 1959. Cutervodesmus similis ingår i släktet Cutervodesmus och familjen Fuhrmannodesmidae. Inga underarter finns listade i Catalogue of Life.